# Jelcz-Laskowice
Jelcz-Laskowice (udtale: [ˈjɛlt͡ʂ laskɔˈvʲit͡sɛ]; tysk: Jeltsch-Laskowitz) er en by  i  den østlige del af  Voivodskabet Nedre Schlesien i det sydvestlige Polen.  Byen  har 15.380(2021) indbyggere og et areal på 	17,06 km².  Den er en del af   powiatet (amt) Oława. Den ligger ved floden Oder  cirka 12 km nord for Oława, og 24 km sydøst for den regionale hovedstad Wrocław, i  dennes hovedstadsområde.

## Historie
Byen blev oprettet den 1. januar 1987, som en forening af de tidligere kommuner Jelcz (Jeltsch) og Laskowice (Laskowitz). Den var bedst kendt for sin store bus-fabrik, ejet af virksomheden Jelcz S.A., selvom de største arbejdsgivere siden virksomhedens konkurs har været Toyota og Mekanisk Institut.
De ældste spor af menneskelig bosættelse i det nuværende Jelcz-Laskowice område går tilbage til neolitikum perioden.
I middelalderen var både Jelcz og Laskowice en del af Kongeriget Polen styret af Piast-dynastiet. De første kendte omtaler af begge landsbyer kommer fra det 13. århundrede, selvom de sandsynligvis allerede eksisterede i det 12. århundrede. Laskowice blev første gang nævnt i 1203, da den blev givet af hertugen Henrik 1. af Polen til den polske adelige Leonard Włostowic, barnebarnet af Piotr Włostowic. Jelcz blev første gang nævnt som Jalche i et skøde fra 1245, da Pave Innocens 4. overdrog det til Ærkebispedømmet Wrocław. I 1277 fangede og arresterede hertug Bolesław 2. den Skaldede af Legnica her sin nevø, hertug Henrik 4. Probus af Wrocław. Bolesławs barnebarn, hertug Bolesław 3. den Generøse fik opført et slot på en ø i Oder-floden omkring 1331. Landsbyen Laskowice blev derimod genetableret i 1293 på en lidt anden placering af Hertug Henry 5.
Fra 1871 til 1945 var området en del af Tyskland, og mellem 1943 og 1945, under 2. verdenskrig, var den nærliggende landsby Miłoszyce stedet for den nazistiske tyske underlejr Fünfteichen af Gross-Rosen koncentrationslejr, hvor tvangsarbejdere byggede 145 mm haubitsere til Berthawerke, en filial af det tyske Krupp-selskab. Testpladser har stadig betoninstallationer 2 km øst for landsbyen Nowy Dwór. Haubitsere blev trukket på skinner fra Berthawerke via Laskowice, Piekary og nord for Nowy Dwór. Siden 1945 sendte sovjetter over 160 transporter, formentlig til Smolensk og efterlod meget lidt tilbage.
I 1945 blev området  som følge  af Potsdam-konferencen igen en del af Polen. I 1949 begyndte det polske forsvarsministerium produktionen af mobile reparationskøretøjer og ambulancer til militære formål. Busproduktion af Jelcz S.A. startede i 1952.